# Friedrich Körber
Friedrich Körber (Duisburgo, 1 de abril de 1887 – Göttingen, 30 de julho de 1944) foi um engenheiro alemão.

## Vida
Körber, filho do professor ginasial Otto Körber, natural de Eisleben, e sua mulher Elise nascida Wilhelmi, estudou ciências naturais e matemática de 1905 a 1910 na Universidade de Göttingen e em Munique. Obteve um doutorado em Göttingen em 1909, orientado por Gustav Tammann, com a tese Über den Einfluß des Druckes auf das elektrolytische Leitvermögen von Lösungen. Permaneceu assistente de Tammann até o início da Primeira Guerra Mundial em 1914.
Durante a Primeira Guerra Mundial foi tenente da reserva para operações de fronteira. Em 1917 foi denominado por Fritz Wüst diretor do Instituto de Metalurgia da Universidade Técnica da Renânia do Norte-Vestfália em Aachen. Após a habilitação lecionou na Universidade Técnica da Renânia do Norte-Vestfália em Aachen a partir de 2 de janeiro de 1924 como Privatdozent.

## Prêmios e condecorações
- Doutor honoris causa da Universidade Técnica de Dresden 1928
- Professor honorário da Universidade Técnica da Renânia do Norte-Vestfália em Aachen 1929
- Membro correspondente da Academia de Ciências de Göttingen
- Membro correspondente da Academia Real das Ciências da Suécia